# Cyrtandra kipapaensis
Cyrtandra kipapaensis là một loài thực vật có hoa trong họ Tai voi. Loài này được H.St.John & Storey mô tả khoa học đầu tiên năm 1950.